# 三清教育隊
三清教育隊（サムチョンきょういくたい）とは、1980年に大韓民国の第五共和国下で設立された「不良」矯正部隊。

## 概要
粛軍クーデターを起こし、政権を掌握した全斗煥が「共産主義者を中心とした社会のゴロツキどもを一掃する」という名目で、江原道に設立した（ソウルの北部にある繁華街「三清洞」は一切関係ない）。
1980年8月から1981年1月までの間に6万7555人が検挙された。彼らは「審査委員会」によってABCDに分類された。そしてA級は軍法会議にかけられ、D級は警察での訓戒処分に処された。BC級の3万9786人が三清教育隊に入隊させられることになった。
入隊者の中には、暴力団などの関係者も多かったが、民主化運動の活動家も入隊させられており、民主化運動弾圧の意図があったともいわれている。また、1万5千名余りの未成年者、婦女子も319名が同教育隊で「教育」を受けさせられた。
入隊者は「滅共棒」と称する丸太を担がされるなど、様々な肉体的・精神的虐待を受けた。この際に54人の死者を出したという。また、後遺症による死者も397名、精神障害を負った者は2,678名に上った。また教育修了者の内、7,587人は1980年12月に制定された社会保護法によって引き続き収容された。
しかし、その実態は長らく資料の大半が非公開とされてきたため、長い間明らかになっていなかったが、盧武鉉政権下の2006年2月に行政自治部（現行政安全部）の傘下にある国家記録院（ホームページ）が中央行政機関や地方自治体で保管されている記録物の実態を調査した結果、三清教育隊に関する記録も保管されていることが明らかとなった。
2004年1月には「三清教育隊被害者の名誉回復及び保障に関する法律」が制定された。同法律に基づいて国務総理の下に設置された「三清教育被害者名誉回復及び補償審議委員会」に申請した人は2005年8月現在で、2,800名余りである。